# باشگاه ورزشی الطلبه
باشگاه ورزشی الطلبه عراق (عربی: نادي الطلبه) یک باشگاه فوتبال عراقی است که در شهر الرصافه، بغداد، عراق واقع شده‌است.باشگاه ورزشی الطلبه ۵ بار قهرمان لیگ عراق شده است.این تیم سابقه نایب قهرمانی در جام برندگان جام آسیا ۹۶-۱۹۹۵ را دارد.

## عملکرد در مسابقات AFC
- جام برندگان جام آسیا

۹۶–۱۹۹۵: نایب قهرمان